# Tyrant Eyes
Tyrant Eyes ist eine Power-Metal-Band aus Mörlenbach, Hessen.

## Geschichte
Tyrant Eyes entstand 1993 nach einem Split der Band namens Dragonsfire (nicht zu verwechseln mit Dragonsfire aus Landshut), als sich Marcus Amend (Gitarre), Alexander Reimund (Gesang) und Michael Apfel (Bass) von Michael Böhler (Schlagzeug) und Heiko Wetzel (Gitarre) trennten. Als neuer Schlagzeuger wurde Sascha Tilger (ex-Dezperadoz, ex-Onkel Tom) aufgenommen. Im Mai 1994 kam Jürgen Bormuth (Keyboard) zur Band.
Im August 2006 verließ Alexander Reimund aus beruflichen Gründen die Band. 2007 stieg auch Michael Apfel aus der Band aus. Sie wurden durch Mehmet Bulut (Gesang) und Max Lassmann (Bass) ersetzt.
Im März 2008 trennte sich Mehmet Bulut von Tyrant Eyes. Da sich die Suche nach einem neuen Sänger sehr schwierig gestaltete, spielten Tyrant Eyes mehrere Konzerte mit befreundeten Sängern und Sängerinnen, bis im Januar 2009 Claudius Bormuth zur Band kam. 2012 musste Bassist Max Lassmann nach Differenzen die Band verlassen.
Im Mai 2013 wechselte Tyrant Eyes den Keyboarder. Für Jürgen Bormuth kam Michael Mann.
Sänger Claudius Bormuth verließ im Dezember 2018 die Band aus persönlichen Gründen. Ersetzt wurde er von Lydia Sprengard.
Mitte 2019 hat sich die Band entschieden, das Lineup durch einen Rhythmusgitarristen zu erweitern. Dazu wurde der befreundete Gitarrist Stefan Kowalski engagiert. Das erste Konzert in der Besetzung fand am 20. September 2019 statt.
Am 22. Februar 2020 hat die Band mit Child Soldier ihr erstes Musikvideo veröffentlicht.
2021 hat sich die Sängerin Lydia Sprengard dazu entschieden die Band aus beruflichen Gründen zu verlassen.
Als neuer Sänger wurde Daniel Freund (Dirty Age) gefunden. Der erste Einsatz war am 21. August 2021 auf dem Steinbachwiesen Open Air in Fürth/Odenwald. Ende 2023 musste der Sänger die Band aus beruflichen Gründen Verlassen. Als neuer Sänger konnte Uwe Johann (ex-Circle of Pain) gewonnen werden.
Im März 2024 wurde das Musikvideo zu dem neuen Song Now and Forever auf Mallorca gedreht.
Ende 2024 gab der Sänger Uwe Johann seinen Ausstieg aus der Band bekannt. Gleichzeitig hat auch der langjährige Bassist Michael Apfel seinen Ausstieg aus der Band bekanntgegeben.
Als Ersatz für Johann konnte der ehemalige Sänger Claudius Bormuth gewonnen werden.
Im Februar 2025 wurde Daniel Scherb als neuer Bassist in die Band aufgenommen.
Im Juli 2023 begannen die Aufnahmen zum neuen Album im Studio von Alex Frey (DeVicious). Aus Produktionstechnischen Gründen haben sich die Aufnahmen bis Anfang 2025 verschoben, seitdem wird die Albumproduktion in Eigenregie fortgeführt.

## Trivia
Am 4. August 2022 wurde ein Foto der Band mit einer Falcon-9-Rakete im Rahmen der SpaceX-Mission KPLO ins All geschossen.

## Diskografie
- War and Darkness (1995), Eigenproduktion
- Book of Souls (2000), Last Episode / B.O. Records
- The Darkest Hour (2003), Scarlet Records
- The Sound of Persistence (2011), Eigenproduktion
- Heptameron (2017), Eigenproduktion

## Video
- Live Impressions – Live (1997)